# Tonometría

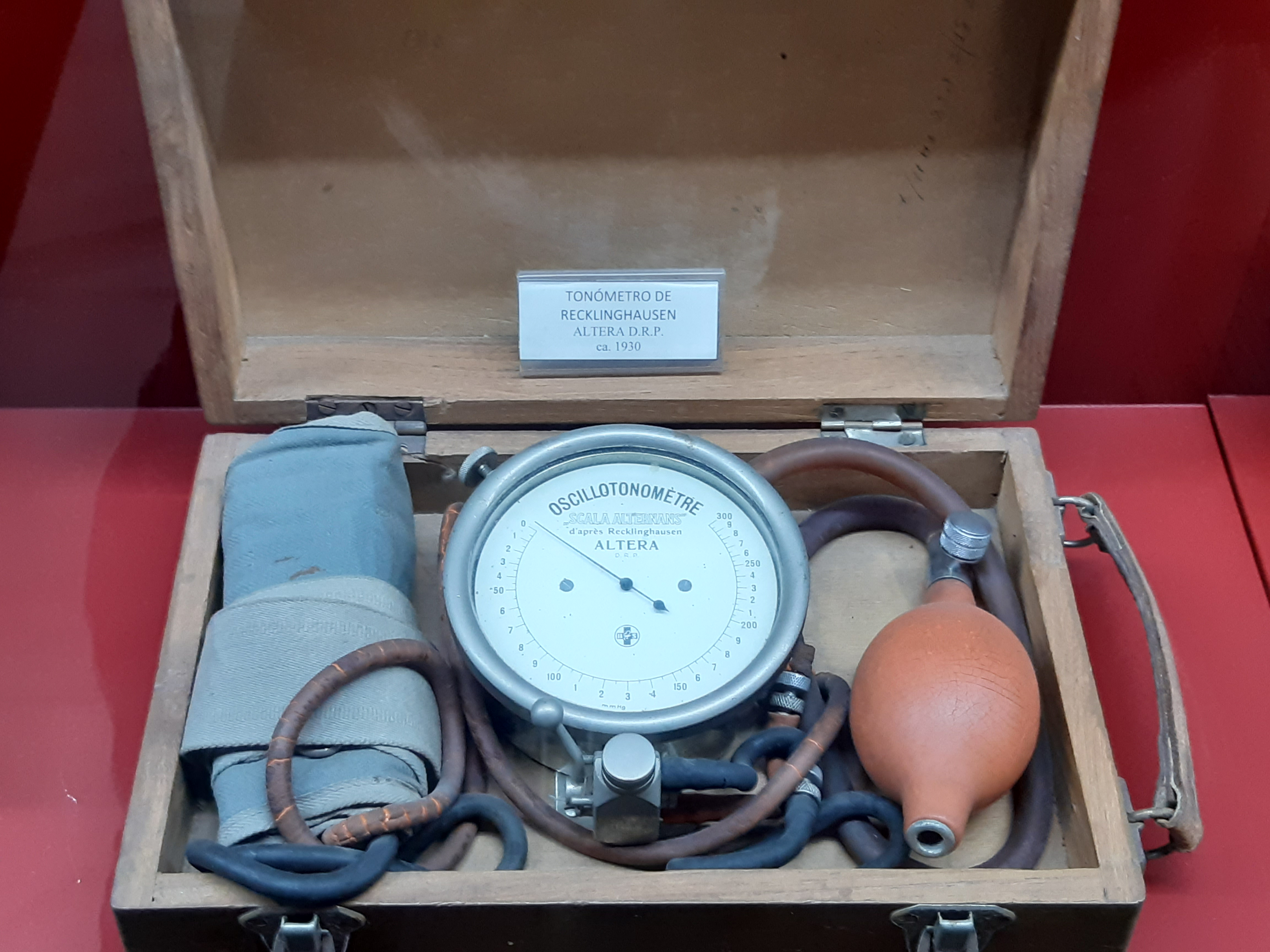
Oscilotonómetro portátil, fabricado en 1930 para la medición de la presión sanguínea. Marca Von Recklinghausen, modelo Scala Alternans Altera.

El término tonometría (del griego tónos, tono; y métron, medida) se refiere por lo general al procedimiento consistente en medir la tensión de un líquido que se encuentra alojado en una cavidad. Por lo general se utiliza para la determinación de la presión intraocular (PIO), que es la presión a la que se encuentra el humor acuoso, el líquido ubicado en el interior del ojo. Gracias a este procedimiento se pueden detectar enfermedades como el glaucoma o la iritis.

## Métodos tonométricos
- Tonometría de aplanación: también se conoce como tonometría de Goldmann. Se puede decir que es el método que mayor precisión ofrece en la determinación de la presión intraocular. Esta técnica utiliza un aparato especial denominado lámpara de hendidura donde va montado el tonómetro. Puesto que el aparato toma contacto con el ojo, es necesario suministrar unas gotas de proparacaína al paciente.

- Tonometría de no-contacto: se basa en la utilización de un chorro de aire para aplanar la córnea. Este tipo de tonometría es la que proporciona menos precisión. A menudo se usa por su facilidad para detectar rápidamente casos de presión intraocular alta, y es la manera más fácil de realizar la prueba a niños pequeños.

- Tonometría de indentación: se usaba antiguamente para determinar la presión intraocular. Este método hace uso de un peso conocido, de manera que se indenta la córnea con una graduación que es proporcional a la presión intraocular. Para realizar esta prueba se requiere utilizar el tonómetro de Schiötz. La principal desventaja es que tiene mayor posibilidad de producir una lesión iatrogénica, y además tiene menor precisión que el tonómetro de aplanación.

- Datos: Q1078066
- Multimedia: Ocular tonometry / Q1078066